# Zapornia
Zapornia Leach, 1816 è un genere di uccelli della famiglia dei Rallidi.

## Tassonomia
Comprende quindici specie, cinque delle quali ormai scomparse:
- Zapornia flavirostra (Swainson, 1837) - gallinella nera;
- Zapornia olivieri (G. Grandidier e Berlioz, 1929) - gallinella di Olivier;
- Zapornia fusca (Linnaeus, 1766) - schiribilla fosca;
- Zapornia paykullii (Ljungh, 1813) - schiribilla fasciata;
- Zapornia bicolor Walden, 1872 - rallo di Elwes;
- Zapornia akool (Sykes, 1832) - rallo bruno;
- Zapornia pusilla (Pallas, 1776) - schiribilla grigiata;
- Zapornia astrictocarpus † Olson, 1973 - schiribilla di Sant'Elena;
- Zapornia parva (Scopoli, 1769) - schiribilla comune;
- Zapornia tabuensis (J. F. Gmelin, 1789) - schiribilla fuligginosa;
- Zapornia monasa † (Kittlitz, 1858) - schiribilla di Kosrae;
- Zapornia nigra † (J. F. Miller, 1784) - schiribilla di Tahiti;
- Zapornia atra North, 1908 - schiribilla di Henderson;
- Zapornia sandwichensis † (J. F. Gmelin, 1789) - schiribilla delle Hawaii;
- Zapornia palmeri † (Frohawk, 1892) - schiribilla di Laysan.

Molte di queste specie vivono, o vivevano, su isole remote, spesso disabitate. I loro antenati riuscirono a colonizzare abbastanza facilmente questi territori isolati, spesso evolvendosi in seguito in uccelli che persero la capacità di volare. Ciò rese queste specie vulnerabili all'estinzione quando le isole furono colonizzate dall'uomo.